# Montalto Pavese
Montalto Pavese é uma comuna italiana da região da Lombardia, província de Pavia, com cerca de 964 habitantes. Estende-se por uma área de 19 km², tendo uma densidade populacional de 51 hab/km². Faz fronteira com Borgo Priolo, Borgoratto Mormorolo, Calvignano, Lirio, Montecalvo Versiggia, Mornico Losana, Oliva Gessi, Pietra de' Giorgi, Rocca de' Giorgi, Ruino.

## Demografia
| Variação demográfica do município entre 1861 e 2011                               |
|                                                                                   |
| Fonte: Istituto Nazionale di Statistica (ISTAT) - Elaboração gráfica da Wikipedia |